# FIVB World Tour 1993/94 der Männer
Die FIVB World Tour 1993/94 der Männer bestand aus drei Veranstaltungen. Gastgeber der Beachvolleyball-Turnierserie waren Japan, die Vereinigten Staaten und Brasilien.

## Turniere

### Enoshima(29. Juli bis 1. August 1993)
| Platz | Team                                 |
| ----- | ------------------------------------ |
| 1     | Roberto Lopes / Franco Neto          |
| 2     | Eduardo Garrido / Roberto Moreira    |
| 3     | Troy Tanner / Dan Vrebalovich        |
| 4     | Al Janc / Craig Moothart             |
| 5     | Andrea Ghiurghi / Dionisio Lequaglie |
| 6     | Andy Burdin / Julien Prosser         |
| 7     | John Child / Eddie Drakich           |
| 8     | Glenn Hamilton / Reid Hamilton       |

An vier Turniertagen der Japan Open spielten 16 Teilnehmerteams aus zwölf Nationen wie im Vorjahr um ein Preisgeld von insgesamt 100.000 US-Dollar, wovon die Sieger Roberto Lopez und Paulo Franco Neto aus Brasilien je 11.000 US-Dollar erhielten. Eduardo Garrido und Roberto Moreira gewannen die Silbermedaille in Asien, die Bronzemedaille ging an die US-Amerikaner Troy Tanner und Dan Vrebalovich. Vierte wurden ihre Landsleute Al Janc und Craig Moothart, gefolgt von den Italienern Andrea Ghiurghi und Dio Lequaglie. Bestes Team aus dem Land des Gastgebers waren Koichiro Kanno und Kazuyuki Takao auf dem geteilten neunten Platz gemeinsam mit einem russischen und einem französischen Duo sowie den ersten indonesischen Teilnehmern Akhmad Junaidi/Muchammad Nurmufid an einem Turnier der FIVB World Tour.

### Miami(18. bis 22. Januar 1994)
| Platz | Team                                      |
| ----- | ----------------------------------------- |
| 1     | Jan Kvalheim / Bjørn Maaseide             |
| 2     | Roberto Lopes / Franco Neto               |
| 3     | Carlos Briceno / Jeff Williams            |
| 4     | John Child / Eddie Drakich                |
| 5     | Glenn Hamilton / Reid Hamilton            |
| 6     | Andy Burdin / Julien Prosser              |
| 7     | Jean-Philippe Jodard / Christian Penigaud |
| 8     | Roger Clark / Rudy Dvorak                 |

27 Paare spielten um ein Preisgeld von 100.000 US-Dollar und um den Turniersieg. Die Goldmedaille gewann zum ersten Mal in der Geschichte der World Tour ein norwegisches Team. Jan Kvalheim und Bjorn Maaseide verwiesen die Gewinner der Japan Open auf den zweiten Platz, das beste Gastgeberduo Carlos Briceno und Jeff Williams wurde Dritter. Die Kanadier John Child und Eddie Drakich erreichten mit dem vierten Platz ihre beste gemeinsame Platzierung auf der Tour, die Neuseeländer Glenn Hamilton und Reid Hamilton beendeten die United States Open auf dem fünften Rang. Sechste wurden die Australier Andy Burdin und Julien Prosser, gefolgt von Jean-Philippe Jodard/Christian Penigaud und dem zweitbesten US-amerikanischen Team Roger Clark/Rudy Dvorak. Die Österreicher Potyka/Schroffenegger belegten mit drei anderen Beachpaaren den dreizehnten Platz, die erstmals teilnehmenden Duos aus Venezuela kamen wie die Schweizer Marco Bonaria/Christian Wandeler über hintere Plätze nicht hinaus.

### Rio de Janeiro(1. bis 6. Februar 1994)
| Platz | Team                                      |
| ----- | ----------------------------------------- |
| 1     | Roberto Lopes / Franco Neto               |
| 2     | Carlos Briceno / Jeff Williams            |
| 3     | Paulo Emilio / Zé Marco de Melo           |
| 4     | Aloizio Claudino / Emanuel Rego           |
| 5     | Andrè Gomes / Alemão Loss                 |
| 6     | John Child / Eddie Drakich                |
| 7     | Andy Burdin / Julien Prosser              |
| 8     | Jean-Philippe Jodard / Christian Penigaud |

Wie schon in den Vorjahren bildete das Turnier in Brasilien den Abschluss der World Series. 28 Teilnehmerpaare kämpften um den Sieg bei den Brazil Open und um ein auf 200.000 US-Dollar aufgestocktes Preisgeld. Wie schon im Japan hießen die Sieger am Zuckerhut Roberto Lopez und Paulo Franco Neto, sie erhielten je 22.000 Dollar Siegprämie. Die Silbermedaille gewannen die Dritten von Miami Carlos Briceno und Jeff Williams vor dem zweiten Team aus dem Land des Gastgebers Ze Marco de Melo und Paulo Emilio Silva. Deren Landsleute Aloizio Claudino/Emanuel Rego und Andre Gomes/Carlos „Alemão“ Loss wurden Vierte und Fünfte vor den Kanadiern John Child/Eddie Drakich und den Australiern Andy Burdin/Julien Prosser. Beste Europäer waren wieder einmal die Franzosen Jean-Philippe Jodard und Christian Penigaud auf dem achten Platz. Die Österreicher Stefan Potyka/Thomas Schroffenegger wurden 17., die Schweizer Marco Bonaria und Christian Wandeler belegten den 26. Platz.

## Auszeichnungen
| FIVB Tour Champion | Roberto Lopes / Franco Neto |